# سعد حقوي
سعد حسين حقوي (مواليد 8 أكتوبر 2005) هو لاعب كرة قدم سعودي يلعب حاليًا في نادي النصر.

## وصلات خارجية
هذه المقالة لا تملك بيانات على ويكي بيانات